# フライジング

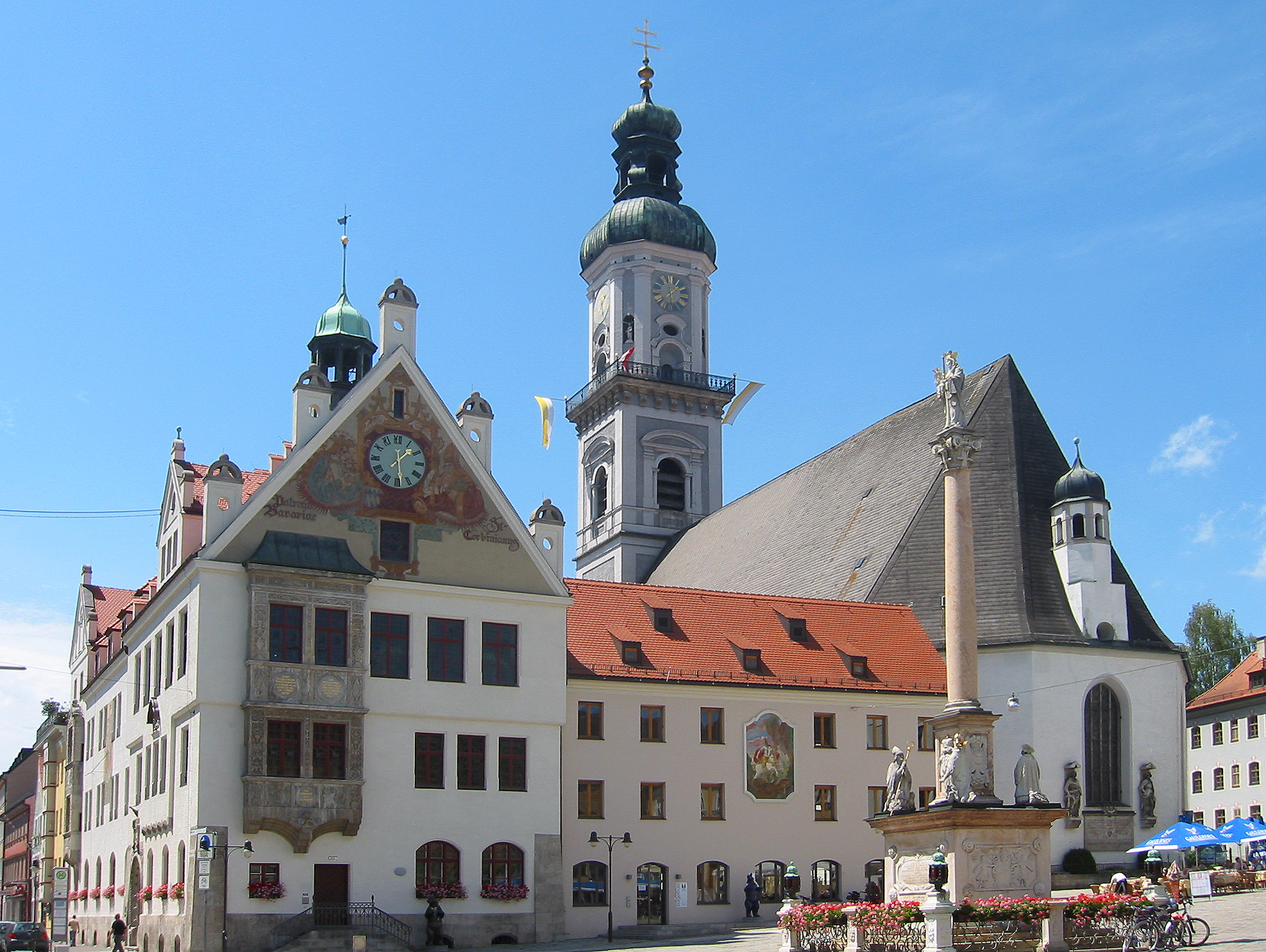
街の中心部の風景

フライジング（Freising）はドイツ連邦共和国のバイエルン州に属する自治体。ミュンヘンの北側のイーザル川流域で、ミュンヘン国際空港の近くに位置している。

## 文化的な重要性
フライジングはバイエルン州において、最も古くからの居住地のひとつで、中世初期には主要な宗教的中心地になり、その重要性が増した。以前より、街は重要な教区の中心であり、現在も続いている。スロベニア人によって記述されたFreising manuscriptsなどのいくつかの修道院に関する重要な歴史的文書が、西暦900年から1200年の間に作成された。

## 歴史
考古学的発見により、青銅器時代にこの地域に居住があったことはわかっているが、8世紀まで継続的な居住があったという証拠は見つかっていない。724年に聖コルビニアンは、この時期既に存在していた寺院に居住していた。

## ゆかりのある人物
- ベネディクト16世 : 第265代ローマ教皇。1977年5月から1982年2月まで、ミュンヘン・フライジングの大司教を務めていた。
- ルートヴィヒ・プラントル : 物理学者
- オットー・フォン・フライジング : フライジング司教